# Сао Томе
Са̀о Томѐ (на португалски: São Tomé) е най-големият от островите Сао Томе и Принсипи. На този остров и на някои малки островчета недалеч от него, се разполага провинция Сао Томе – едната от двете провинции на страната. Провинцията е разделена на 6 окръга – Агуа Гранде, Кантагало, Кауе, Лемба, Лобата и Ме-Зоши.
Площта на остров Сао Томе е 854 км², а населението му е над 133 000 души и представлява около 96% от цялото население на Сао Томе и Принсипи. Разположен е на 2 километра северно от екватора. Дълъг е 48 километра и е широк 32. Най-високата точка на острова е връх Пико де Сао Томе, висок 2024 метра. На североизточния бряг на острова е разположен град Сао Томе – столицата на Сао Томе и Принсипи. Най-близкият град до острова, разположен на континента Африка, е Порт Жантил в Габон, на около 240 километра източно от острова.

## Езици
Най-масово говореният език на острова е португалският, но има и хора, които използват езиците Форо и Анголар – креолски езици, базирани на португалския.

## Природа и икономика
По-високите части от острова са обрасли с гори и формират част от национален парк Обо, а в северните и източните части преобладава земеделската дейност. Главните култури, отглеждани за износ са какао, кафе, копра, палмови продукти. Риболовът също е развит.
Големи запаси на нефт бяха открити в океана между Нигерия и Сао Томе и Принсипи. Откриването предизвика недоволство у някои хора, които го приеха като заплаха за политическата стабилност на нацията и околната среда. В отговор на тези опасения правителството на Сао Томе и Принсипи изготви законодателство, в опит да се осигури ефективно и справедливо използване на петрола с течение на времето.